# Млада Виена
Млада Виена (на немски: Jung-Wien) е названието на група виенски писатели от късния 19-и и ранния 20-век (Fin de siècle), чийто съосновател и главен представител е Херман Бар. Групата допринася значително за преодоляването на литературния натурализъм и възникването на естетизъм, който намира израз в новия австрийски неоромантичен художествен стил, наречен от Херман Бар „модернизъм“ или „Виенски сецесион“. Най-важният печатен орган на групата е седмичникът на Бар „Време“ (Die Zeit).
„Млада Виена“ се създава през 1891 г., като членовете на групата се срещат във виенското кафене „Гринщайдл“, посещавано главно от млади писатели като Хуго фон Хофманстал, Артур Шницлер, Петер Алтенберг и Феликс Залтен. Херман Бар действа едновременно като ментор и посредник на чуждестранните литературни явления. Той използва контактите си с издателства и списания, за да подкрепя млади и неизвестни писатели.
Някои по-модерни автори – преди всичко Карл Краус, който публикува памфлета „Разрушената литература“ – скоро се дистанцират от групата. Но тя продължава да стимулира възникването на сецесиона в Австрия и в цялото немскоезично пространство. Значими писатели от ранния 20 век като Роберт Музил, Йозеф Рот и Йодьон фон Хорват, силно са повлияни от кръга „Млада Виена“.

## По-важни членове на„Млада Виена“
- Петер Алтенберг
- Леополд фон Андриан
- Херман Бар
- Рихард Бер-Хофман
- Хуго фон Хофманстал
- Карл Краус
- Феликс Залтен
- Артур Шницлер
- Якоб Васерман
- Стефан Цвайг